# الکساندر گراسیموف (ورزشکار)
الکساندر گراسیموف (روسی: Александр Герасимов؛ زادهٔ ۲۲ january ۱۹۷۵ (۵۰ سال)) ورزشکار والیبال اهل روسیه است.
وی همچنین برندهٔ جوایزی همچون نشان دوستی شده‌است.
از باشگاه‌هایی که در آن بازی کرده‌است می‌توان به باشگاه والیبال زنیت کازان اشاره کرد.
وی در مسابقات کشوری و بین‌المللی در مجموع برندهٔ ۱ مدال طلا شده‌است.